# 沃氏若梅鯛
沃氏若梅鯛，又稱沃氏擬烏尾鮗，為輻鰭魚綱鱸形目鱸亞目笛鯛科的其中一種，分布於西印度洋的馬達加斯加南部海域，棲息深度18-40公尺，體長可達42.9公分，屬肉食性，生活習性不明。

## 擴展閱讀
維基物種上的相關：沃氏若梅鯛